# Коль, Хельмут (футбольный судья)
Хельмут Коль (нем. Helmut Kohl; 8 февраля 1943, Нусдорф-ам-Гаунсберг, Третий Рейх — 26 сентября 1991) — австрийский футбольный арбитр, арбитр ФИФА.
Хельмут Коль родился в городке Нусдорф-ам-Гаунсберг, однако большую часть жизни прожил в Зальцбурге. До прихода в футбол выполнял обязанности муниципального чиновника. С 1979 года начал обслуживать матчи австрийской Бундеслиги как лайнсмен, а с 1981 — как главный арбитр.
На международной арене дебютировал 7 ноября 1984 года в матче Кубка обладателей кубков между мальтийским клубом «Хамрун Спартанс» и московским «Динамо». В 1989 году обслуживал матч за Суперкубок УЕФА «Милан» — «Барселона». Пик карьеры Коля пришелся на 1990 год, когда его назначили сразу на три поединка финальной части Чемпионата мира 1990 и финал Кубка европейских чемпионов. Этот сезон стал последним в карьере арбитра.
Коль умер 26 сентября 1991 года от рака. Четыре года спустя появилась информация относительно возможных коррупционных действий арбитра, который будто бы получил в 1989 году сумму, эквивалентную 50 тыс. евро, за обеспечение результата в матче Кубка чемпионов между французским «Олимпиком» и греческим АЕКом.